# 熊倉山 (東京都)
熊倉山（くまくらやま）は笹尾根にある標高966mの山。山体は東京都西多摩郡檜原村と山梨県上野原市にまたがり、山頂部は東京都側に位置する。

## 山頂
東京都の奥多摩山域の代表的な山の一つで、多摩百山に選ばれている。山頂は狭いもののベンチがあり、落葉した秋には富士山や丹沢の山々が望める。

## 概要
熊倉山は「どんどん登山をし、自然が愛され自然が守られるよう」と願って環境庁が定めた関東ふれあいの道“富士見のみち”と呼ばれるハイキングコースにあって、縦走で通過することが多い。
ここから東へ軍荼利山を上り下りすると、より眺望の望める「軍刀利神社（ぐんだりじんじゃ）元社（もとやしろ）」のある平らな頂きに至る。

## 隣接する山
- 浅間峠 （840m）- 徒歩50分[2]
- 軍刀利神社元社のある山頂（標高950m）- 隣接する山
- 三国山 （960m）
- 生藤山（ 990.3m） - 徒歩25分[2]

## 周辺の山など
- 三頭山 （1,531m）- 日本三百名山、山梨百名山の一つに選定されている。
- 連行峰（1,016m）
- 茅丸[3]（1,019m）-  別名は茅丸山、藤野町最高峰。
- 醍醐丸（867m） - 八王子市のの最高地点である。市道山への分岐点。

## 登り方

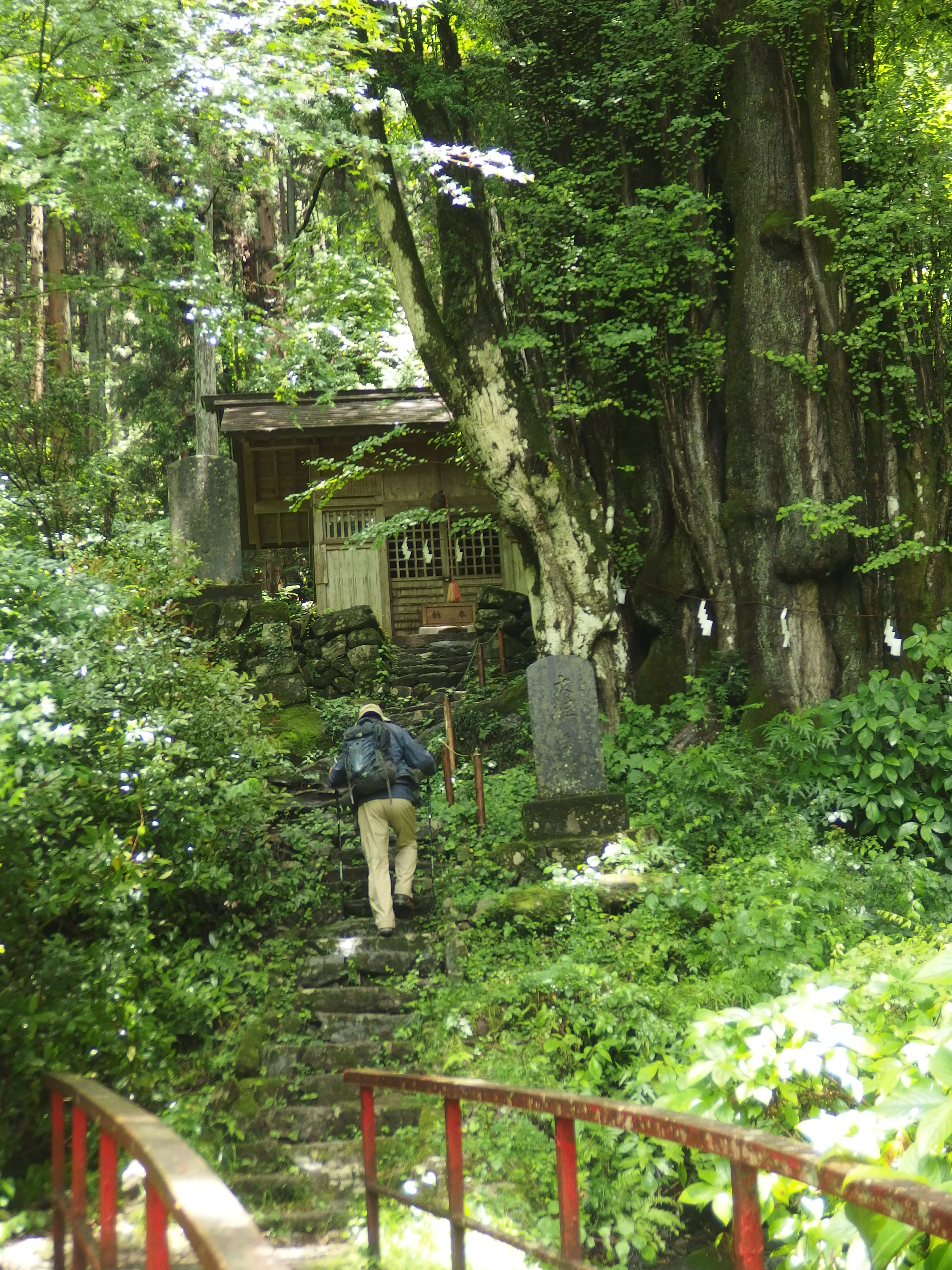
奥の院を左に巻き、渡渉すると三国山への登山道

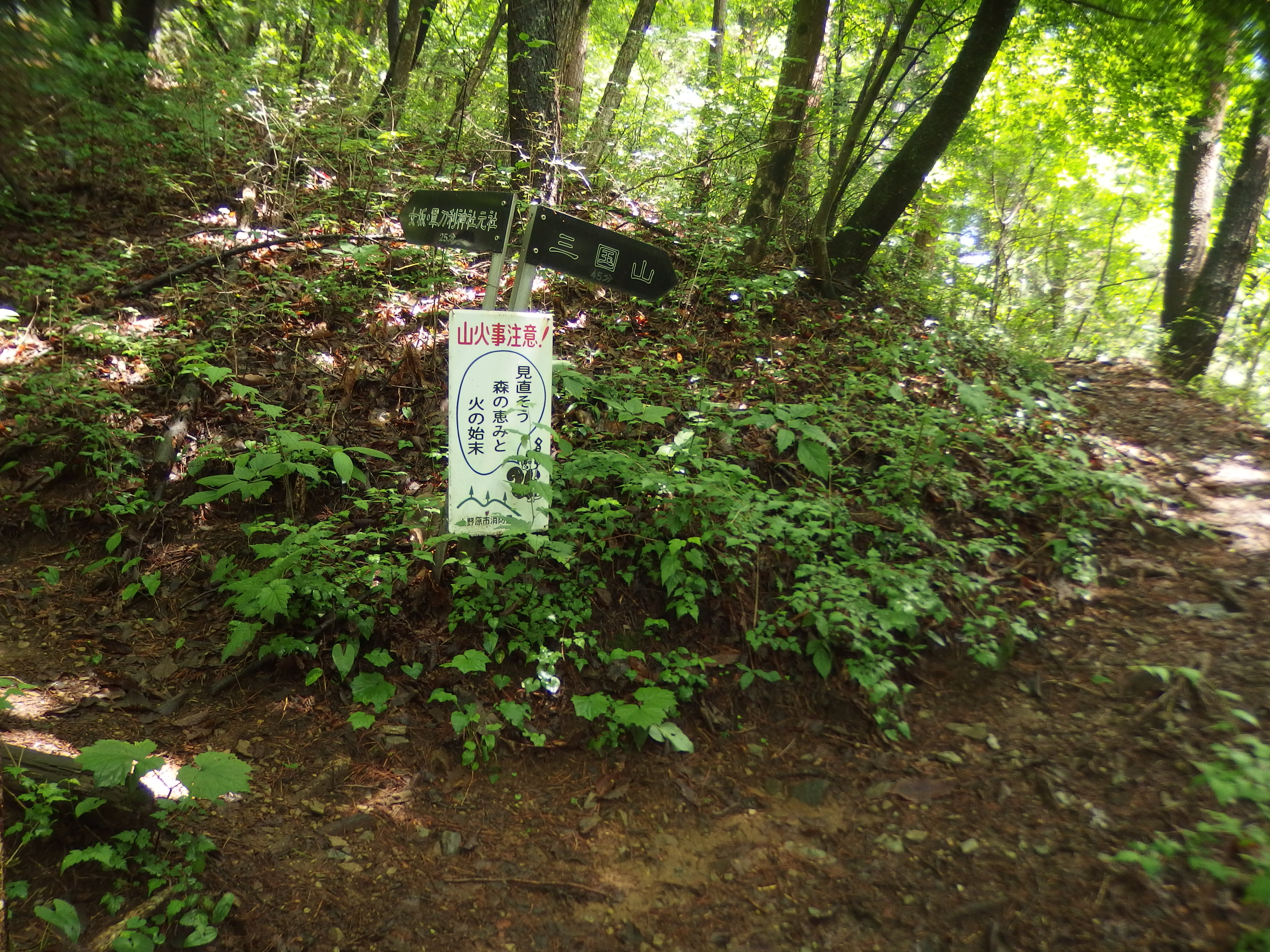
道標 左：女道(元社稜線)、右：三国山

JR中央本線上野原駅下車。上野原駅から「井戸」行バス（富士急山梨バス）。
- (長泉寺ルート)一の鳥居手前の小さな橋を渡る。長泉寺前を通過すると登山口標識がある。そこから熊倉山南西尾根道を踏み跡を辿る。稜線を右にとれば、熊倉山に至る。上り所要時間は約2時間である[5]。
  - 熊倉山 - 軍刀利神社元社 - 三国山 - 生藤山 -最高峰の茅丸(1019m) - 連行峰 - 和田峠 - 「陣馬高原下」バス停留所[6]
  - 中上者級コース 熊倉山 - 三国山 - 生藤山 - 連行峰で分岐を左に万六尾根 - 「柏木野」バス停留所[7][1]。このルートは、甲斐（現上野原市）と武蔵（現檜原村）を結ぶ幹道である[8]。

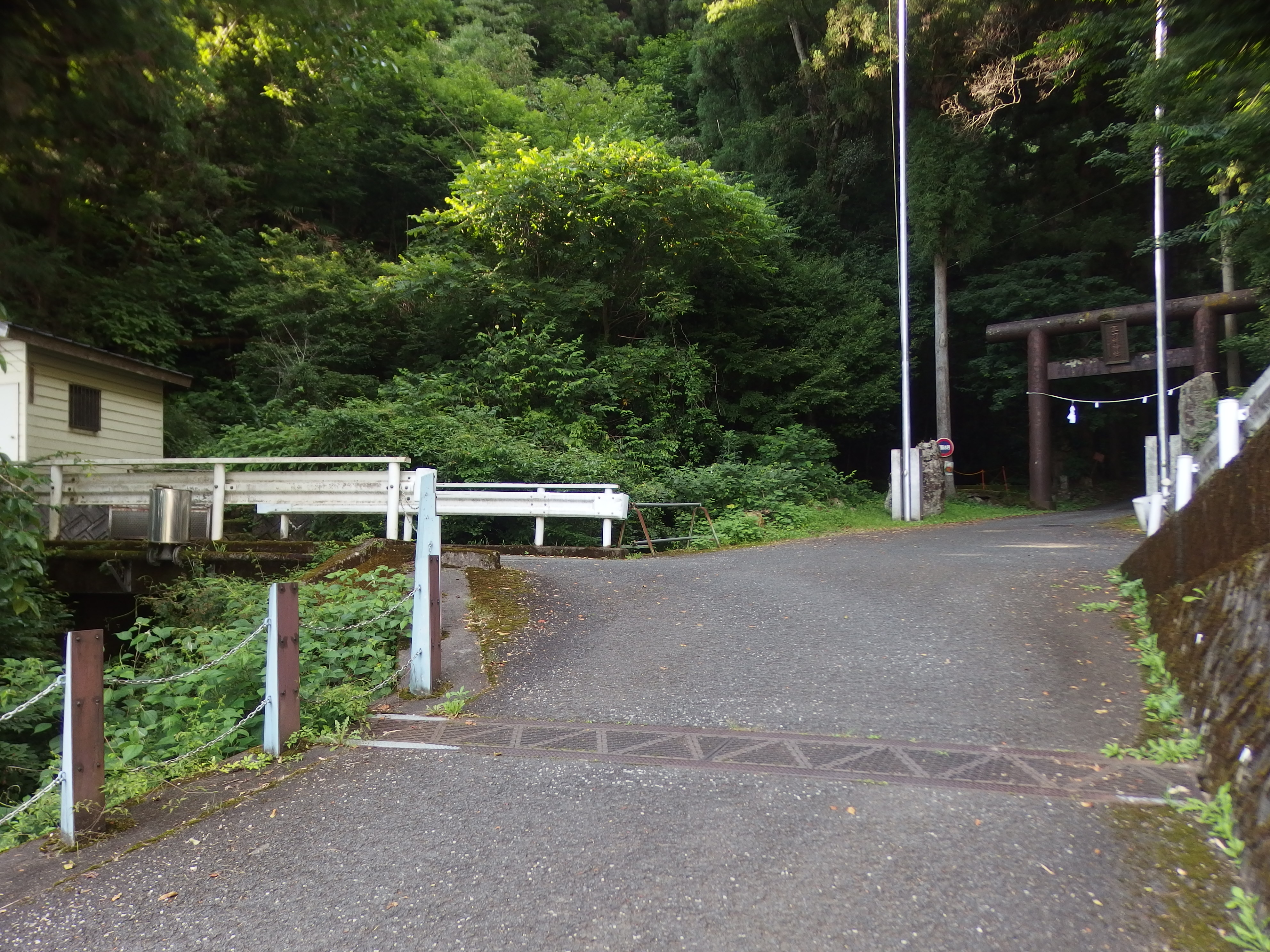
一の鳥居。
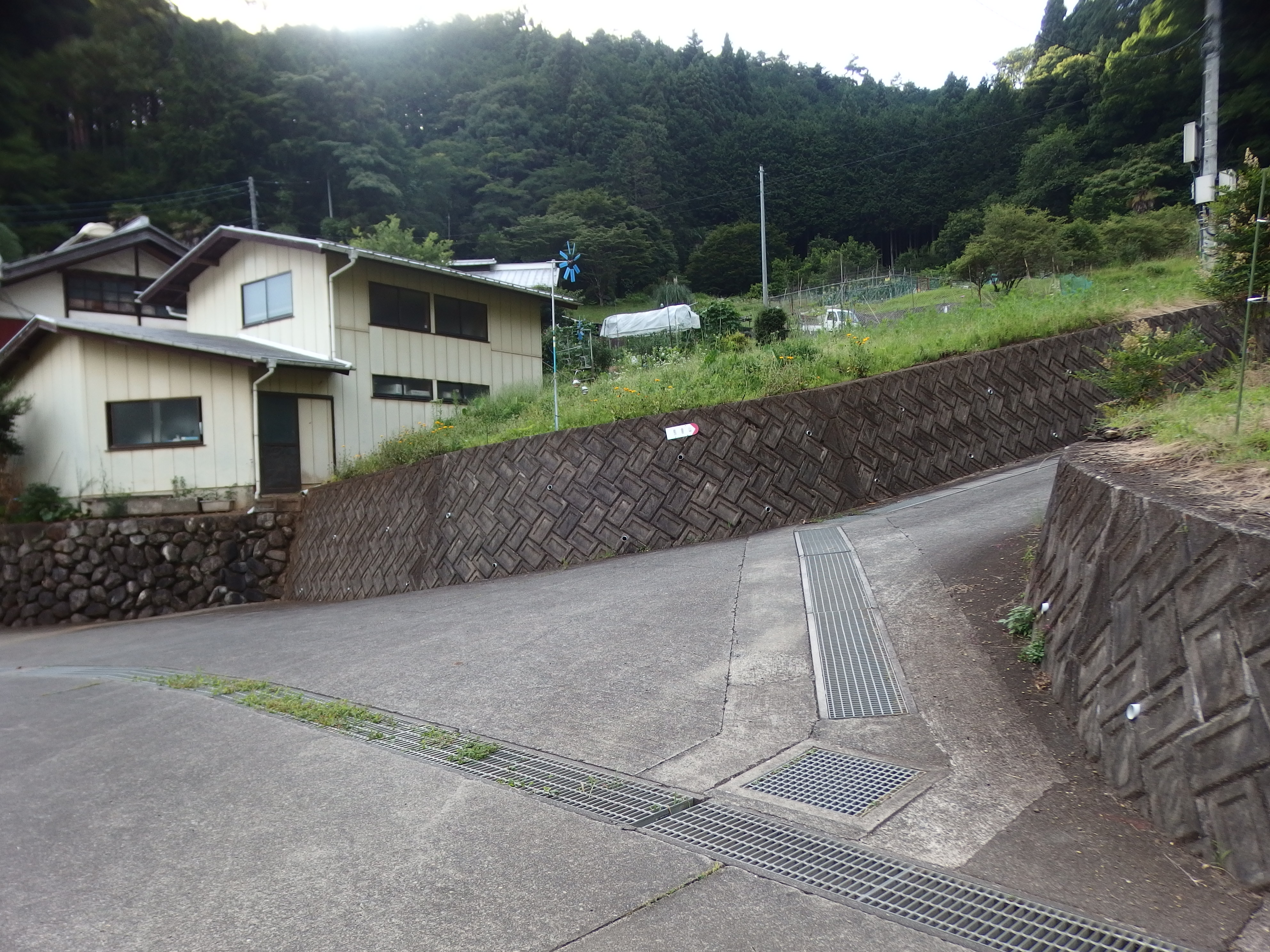
ティー字路。
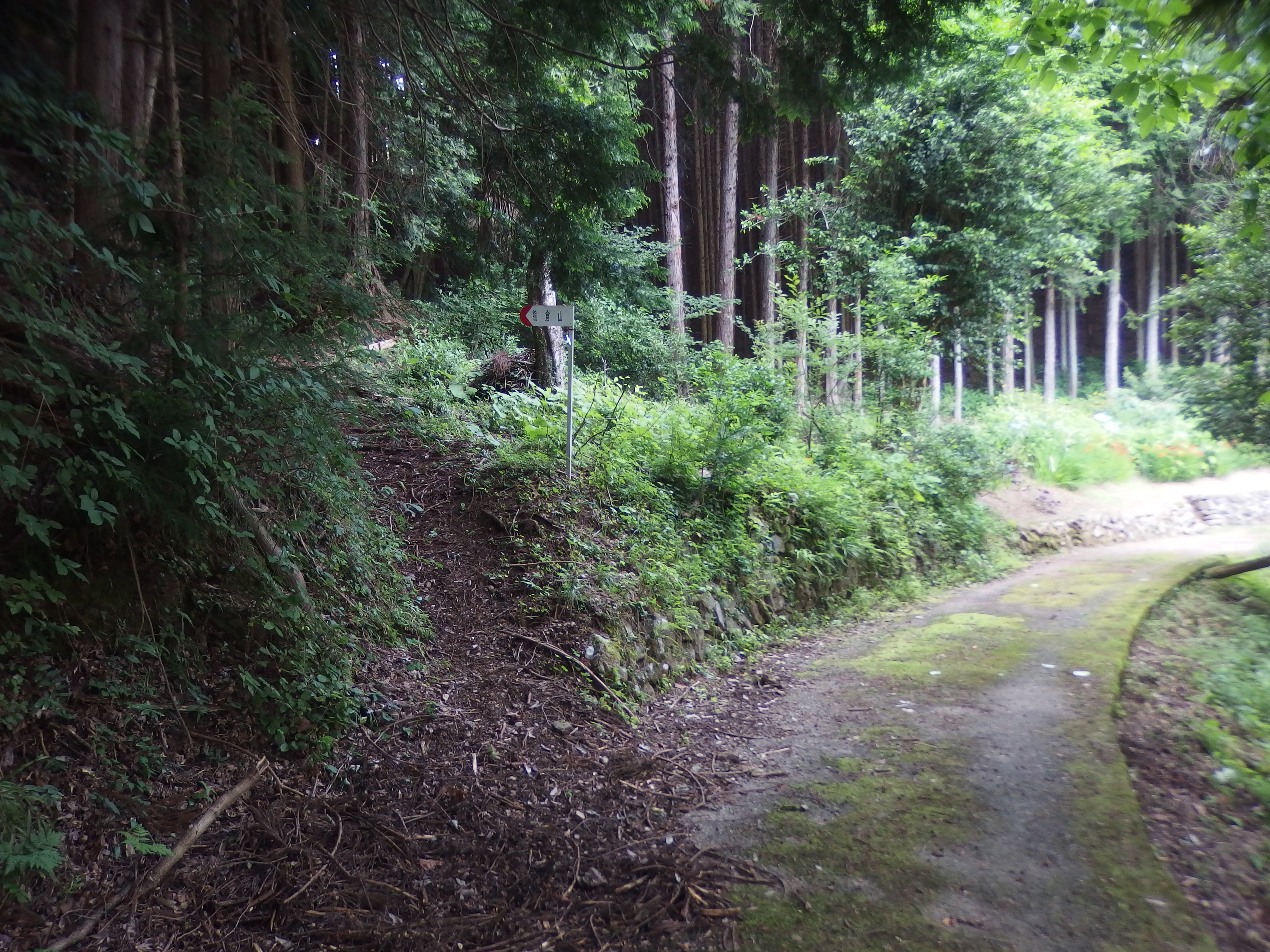
登山道入り口（道路標識）
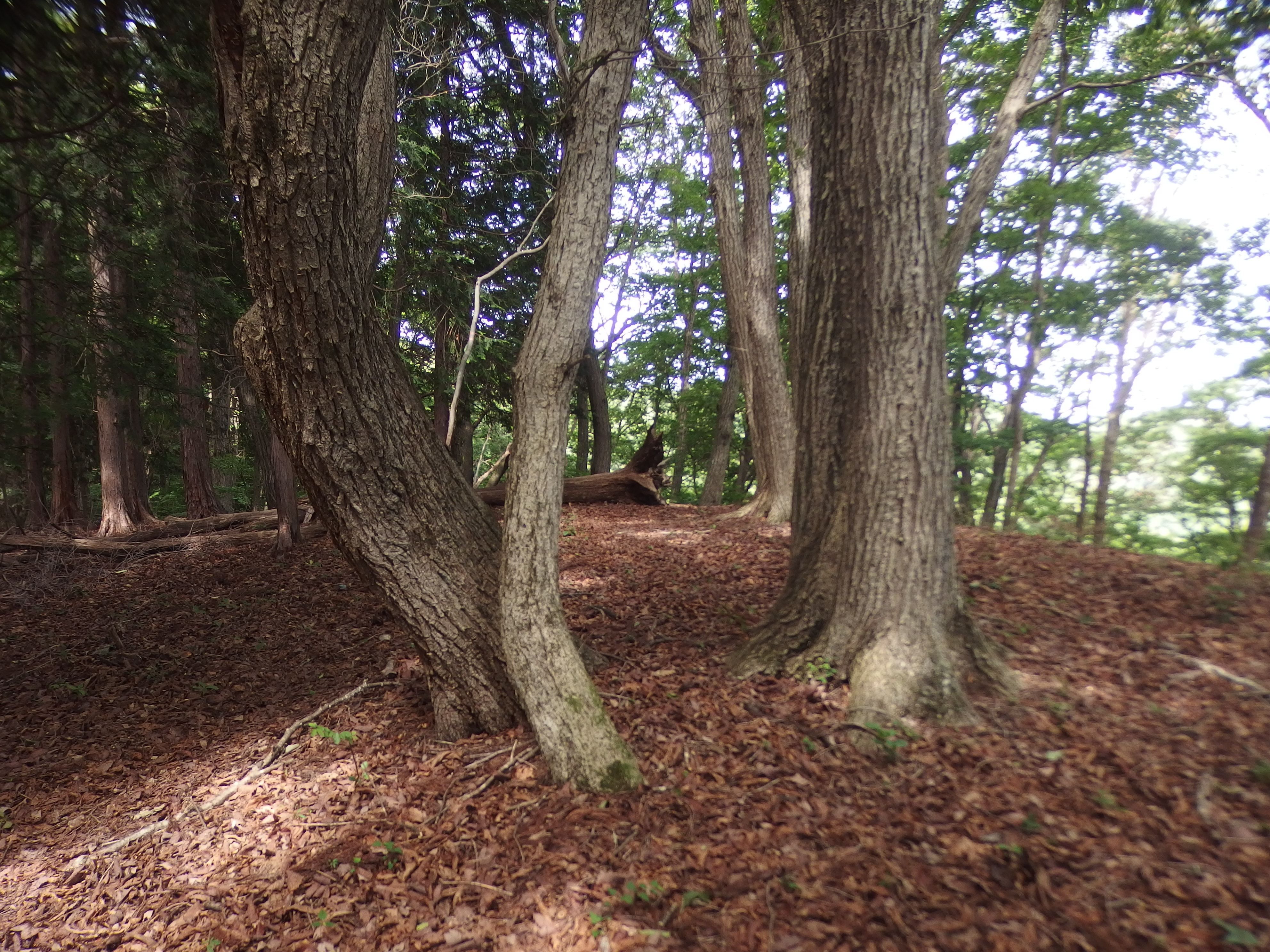
758ｍピーク。

- (奥の院 女坂ルート) 一般的には女坂を上り、元社を経て熊倉山に至る。上り約2時間23分
  - 熊倉山 - 浅間峠（せんげんとうげ）-「上川乗」バス停留所[9]（かみかわのり）。約3時間30分[10]。

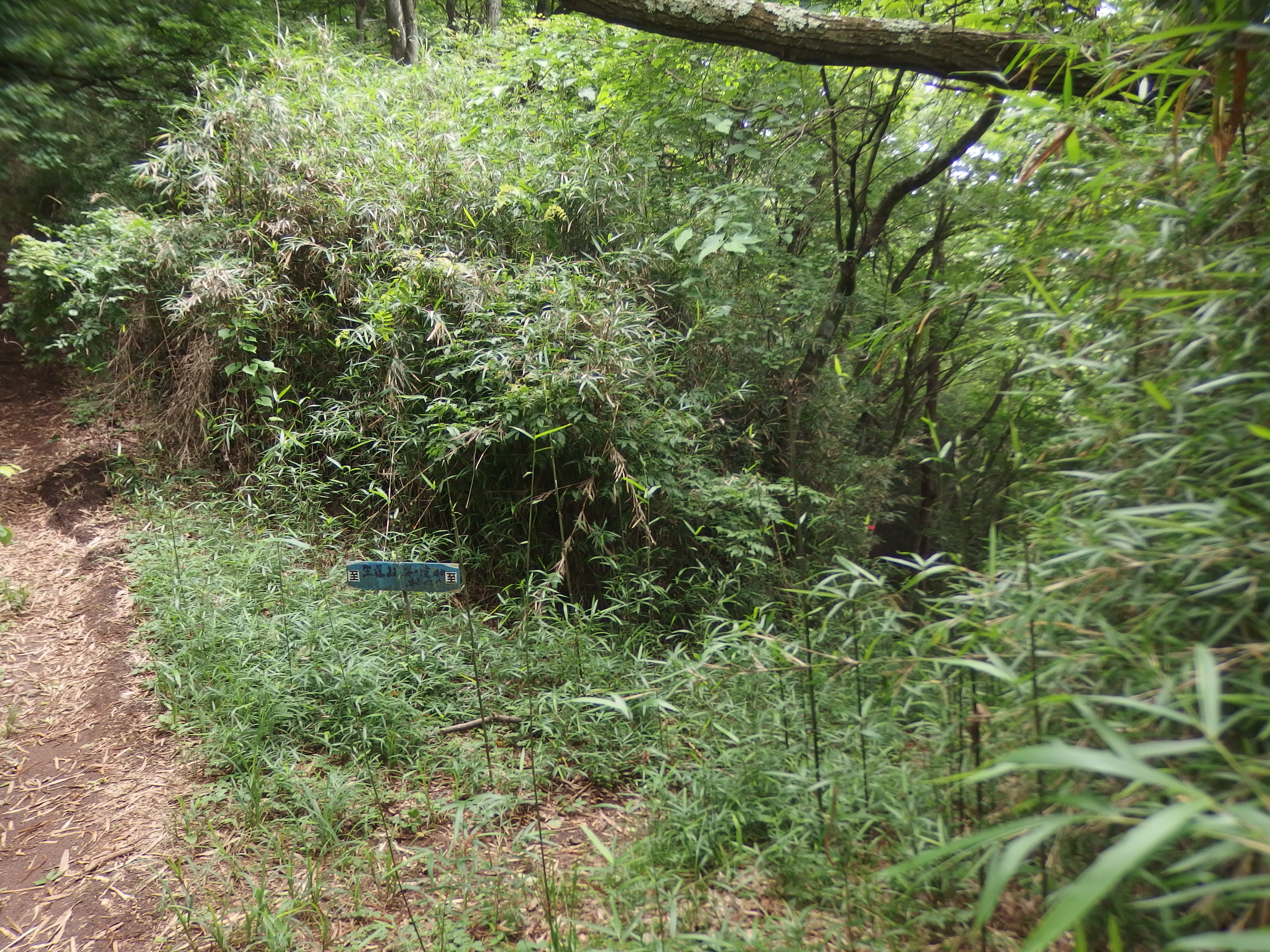
女坂が笹尾根登山道に合流。(控え目の私製案内板)
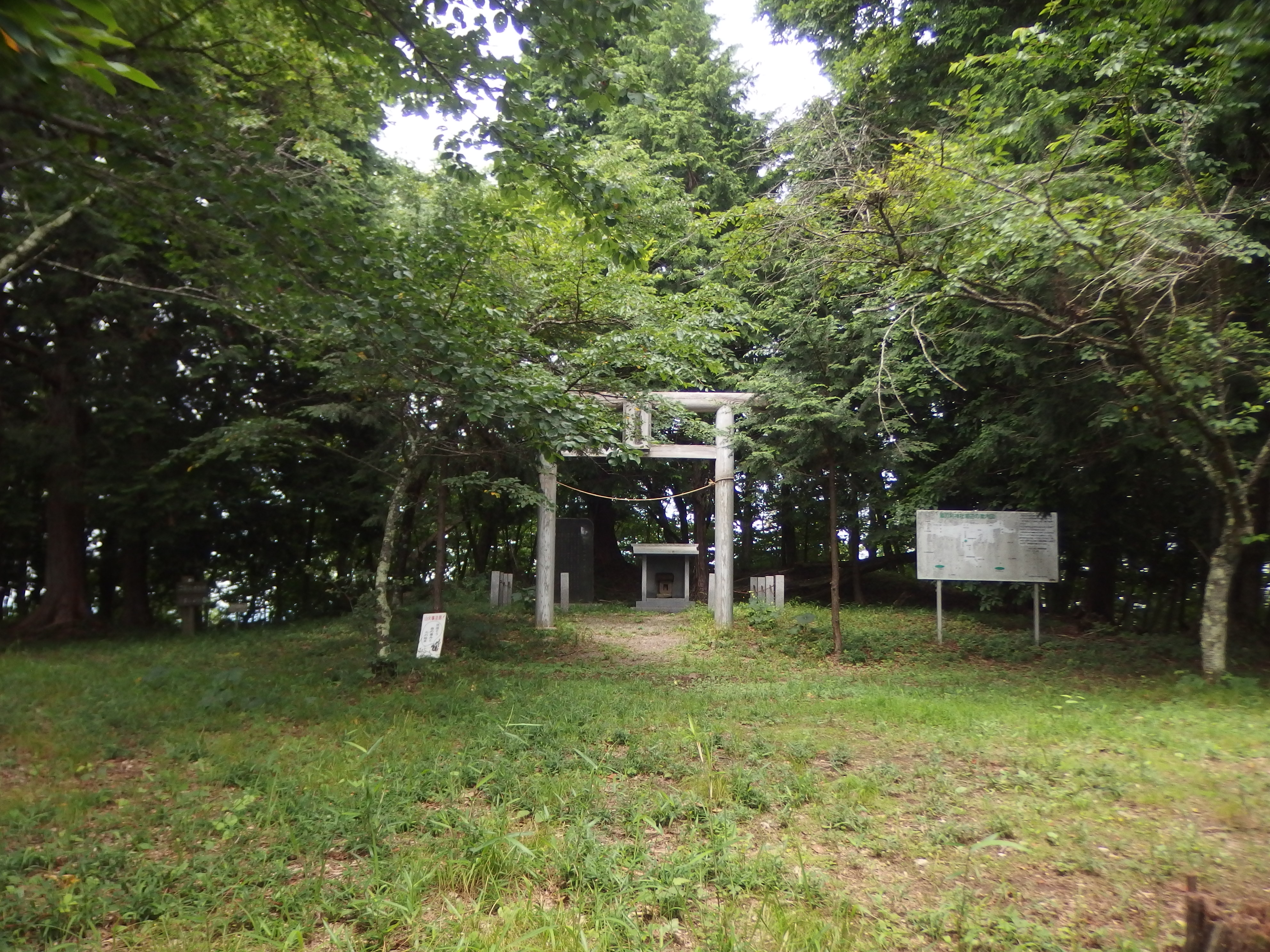
軍刀利神社元社
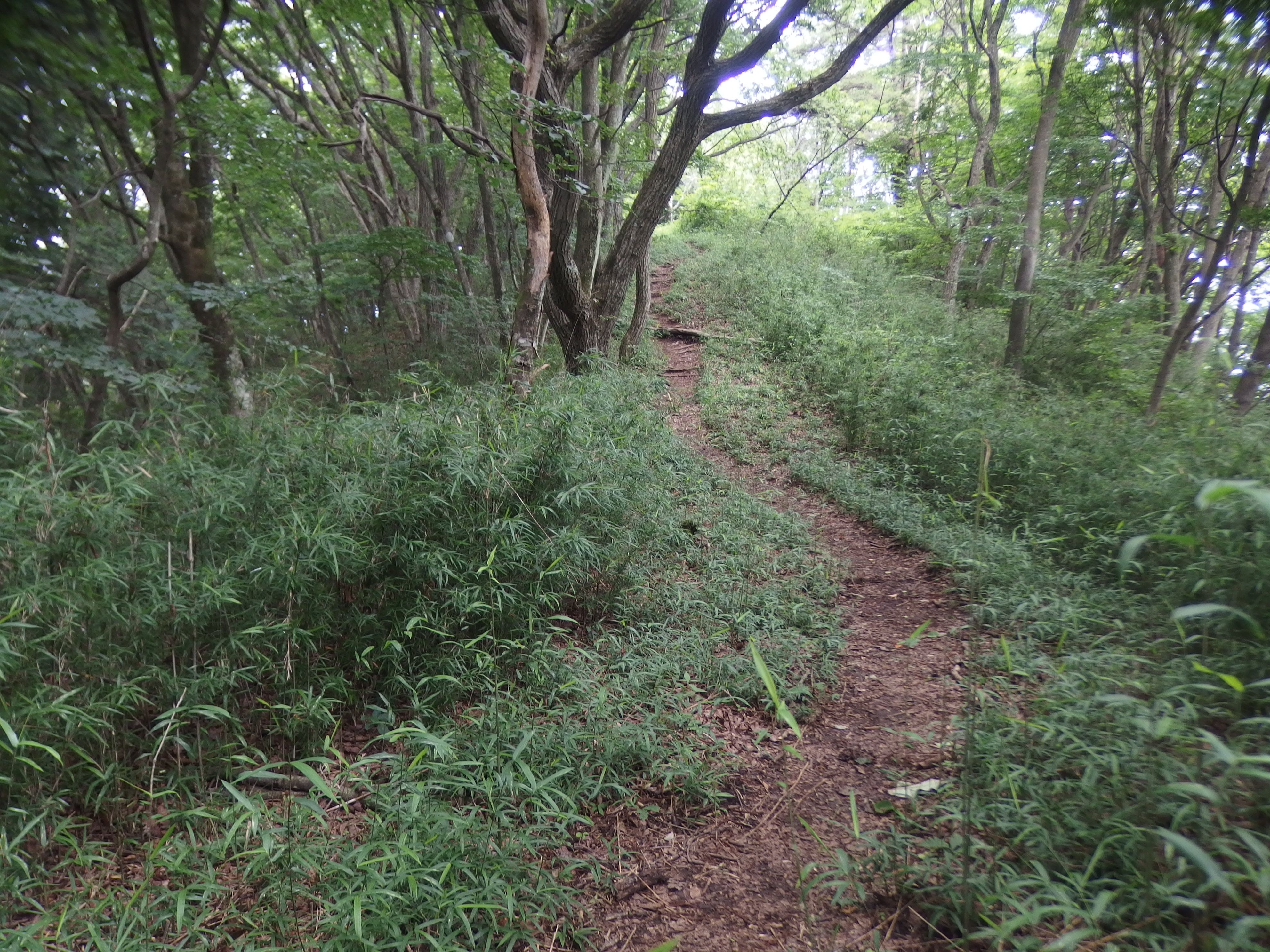
高低差のないかつての往来道トレイルの笹尾根
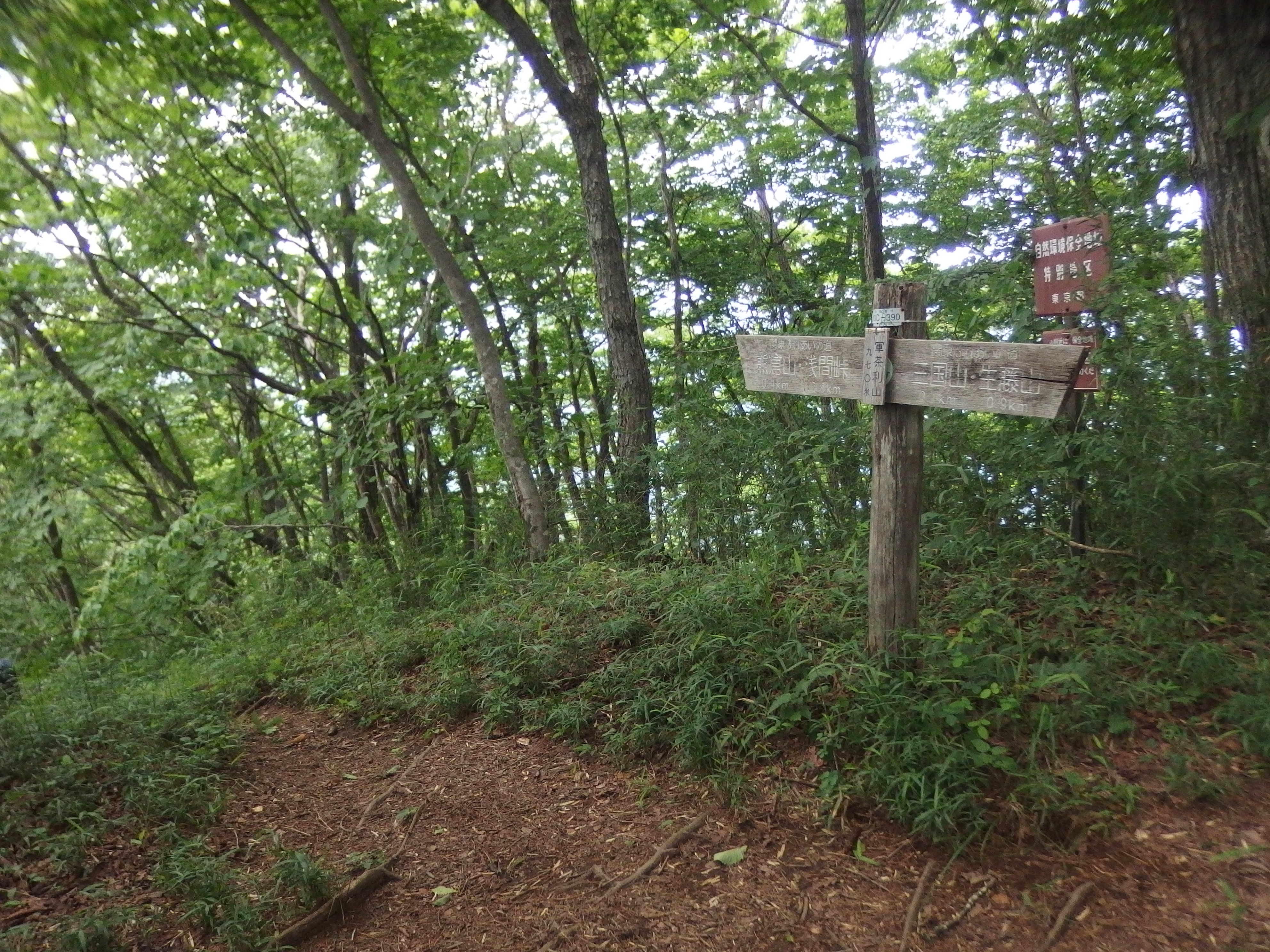
軍荼利山頂上

- (奥の院 三国山経由ルート) 女坂分岐を三国山に直進して尾根道・佐野川峠を経て、三国山に登り熊倉山まで歩く。上り約2時間43分。

- (奥の院 男坂ルート) ルートファインディング能力があればつづら折りの荒れた細い男坂を急登し、元社を経て熊倉山。上り2時間2分。

## 参照
1. 1 2  “山歩き「熊倉山・生藤山」”.   一般社団法人檜原村観光協会. 2023年6月22日閲覧。
2. 1 2  山と高原地図 27.高尾・陣馬 2013 昭文社
3. ↑  “藤野15名山” (pdf).   相模原市観光協会 (2018年1月8日). 2023年6月17日閲覧。
4. ↑  “上野原駅発井戸行バス時刻表” (pdf).   富士急山梨バス (2023年5月17日). 2023年5月17日閲覧。
5. ↑  “2022.11.19【熊倉山南西尾根～トヤド浅間】報告”.   NPO法人東京ハイキング協会（東ハイ） (2022年11月19日). 2023年6月28日閲覧。
6. ↑  “陣馬高原下発高尾駅北口行バス時刻表”.   NAVITIME (2023年5月17日). 2023年5月27日閲覧。
7. ↑  “柏木野発武蔵五日市駅行バス時刻表”.   NAVITIME (2023年6月23日). 2023年6月29日閲覧。
8. ↑  軍刀利神社
9. ↑  “上川乗発武蔵五日市駅行バス時刻表”.   NAVITIME (2023年5月17日). 2023年5月27日閲覧。
10. ↑  “紅葉踏み分け、生籐山、三国山、軍刀利山、熊倉山を歩く　―笹尾根シリーズ２―”.   日本山岳会東京多摩支部公式サイト. 2023年6月22日閲覧。